# Svatý Cyprián
Svatý Cyprián, vlastním jménem Thascius Caecilius Cyprianus, byl biskup Kartága a významný starověký křesťanský spisovatel a církevní Otec. Narodil se na začátku 3. století v severní Africe, zřejmě v Kartágu, kde se mu také dostalo dobrého vzdělání. Zemřel jako mučedník při Valerianově pronásledování 14. září 258.

## Život

### Konverze ke křesťanství a biskupská volba
Cyprián pocházel z bohaté a významné pohanské rodiny, není však jasné, zda svého vzdělání použil pro kariéru římského úředníka (tzv. cursus honorum), nebo k výuce rétoriky, jak tvrdí Jeroným, není jasné. O jeho obrácení ke křesťanství nic nevíme, ale po jeho křtu kolem roku 246 věnoval velkou část svého majetku kartaginským chudým a svůj život zasvětil nově přijaté víře. Jeho původní jméno znělo Thascius, přijal však později ještě jméno Caecilius na počest kněze, kterému vděčil za konverzi. Krátce po této konverzi sepsal spis Ad Donatum (Donatovi), který představuje apologii jeho obrácení ke křesťanství, kterou věnoval svému příteli.
Díky svému vlivu si Cyprián získal oblibu svých mocných přátel i chudých, vůči nimž projevoval štědrost, a mezi červencem 248 a dubnem 249 byl ve veřejné volbě zvolen kartaginským biskupem. Vzhledem k tomu, že se biskupem stal velmi rychle po křtu, se mu postavilo pět členů kartaginského presbyteria, avšak toto napětí se i vlivem dalších okolností podařilo do roku 253 překonat.

### Deciovo pronásledování
Krátce po volbě společenství křesťanů v Kartágu čelilo nečekané zkoušce v podobě Deciova pronásledování, které nastalo po poměrně dlouhém období klidu pro africkou církev. Decius na podzim roku 249 nařídil všem občanům římské říše vykonat prosebnou oběť (supplicatio), která měla získat nazpět přízeň bohů v kritické situaci, v níž se říše nacházela. Účast na této oběti potvrzovaly písemně zvlášť zřízené komise prostřednictvím potvrzení (libellus), jejichž podobu lze rekonstruovat z nálezů papyrů v pouštním písku. Odmítnutí takové oběti přinášelo postih v podobě vězení, konfiskace majetku, mučení, vyhnanství, případně i smrti. Není zcela jasné, zda toto pronásledování bylo primárně namířeno proti křesťanům, protože zavazovalo všechny obyvatele říše, ale nepochybně se pro ně dotklo nejvíce, protože byli vázáni úctou k jedinému Bohu a na rozdíl od židovství nepředstavovalo křesťanství povolené náboženství (religio licita). Mnoho křesťanů pod úředním tlakem požadovanou oběť vykonalo, jiní si libellus získali za pomoci úplatku nebo podvodu, další se pronásledování vyhnuli útěkem z města, podobně jako Cyprián, který se uchýlil na venkov, odkud během Deciova pronásledování kartaginskou církev řídil. Sám přitom hovoří o tom, že tak učinil pro dobro svého lidu, ale je jasné, že se přitom musel jak před kartaginskými křesťany, tak před římskými presbytery, kteří řídili tamní církev po umučení papeže Fabiána 20. ledna 250, obhajovat z nařčení, že zbaběle opustil svěřené stádce. Ze vzájemné korespondence zdá, že jej v určité chvíli římský klérus již ani nepovažuje za biskupa. Biskup Kartága měl současně jurisdikci nad dalšími sto padesáti africkými biskupy, a tak se nejednalo pouze o službu pouze křesťanům města Karthága. Pronásledování bylo ukončeno po čtrnácti měsících Deciovou brzkou smrtí roku 251.

### Důsledky Deciova pronásledování pro církev
Po skončení Deciova pronásledování} nastala další, pro církev a Cypriána neméně obtížná etapa, kdy nepanovala shoda v otázce, jak naložit s křesťany, kteří během pronásledování zapřeli svou víru a pohanským božstvům obětovali (lapsi), nebo si potvrzení o vykonané oběti získali podvodným způsobem (libellatici). Praxe se v jednotlivých církevních obcích lišila; Cyprián prosazoval názor, že jednotlivé případy má prozkoumávat příslušný biskup, a ten má také stanovit za jakých podmínek mají být odpadlí křesťané znovu přijati do církve. Cyprián chtěl udělit smíření po důkladném pokání a žádá po vyznavačích, aby vyčkali jeho příchodu a společně došli k nějakému řešení. Vyznavači dávali odpadlíkům lístek, že jejich pokání je milé Bohu, a tento lístek jim zajišťoval přímluvu mučedníků, v níž měli afričtí křesťané tolik důvěry. Toho šlo ovšem snadno zneužít, k čemuž taky docházelo, a tak Cyprián žádal osobní přezkoumání, rozlišování: lístky se udělovaly osobně a měly se posuzovat zvlášť a neměly se chápat jako znamení společenství (communio).

S Cypriánovým stanoviskem nesouhlasilo zvláště pět presbyterů, mezi nimiž se dostávalo význačného místa jistému Novatovi, a jáhen Felicissimus, kteří rozhodnutí synody svolané Cypriánem, která v otázce rozhodla, nesouhlasili a prohlásili se za jedinou pravou církev. Podobná situace nastala i v Římě, kde byl v březnu 251 zvolen biskupem Kornélius: s tím nesouhlasil kněz Novatianus, který vedl sbor presbyterů řídících církev během čtrnáctiměsíční sedisvakance a který se nechal zvolit římským biskupem sám a v římské církvi tak došlo ke schizmatu. Podobné schizma v africké církvi se snažil překonat i Cyprián, což nakonec vedlo k exkomunikaci jáhna Felicissima a jeho podporovatele Augendia. Cyprianus po návratu do Kartága musel hájit důvod svého útěku v listech zaslaných severoafrickým biskupům a ve svém spise De lapsis (O odpadlících). Byl svolán koncil, který podpořil Cypriána a potvrdil odsouzení Felicissima. Libellatici, tj. ti, kteří si získali potvrzení o oběti podvodem či úplatkem, měli být přijati do církve po řádném několikaletém pokání, ale ti, kdo obětovali císaři, měli být smířeni s církví až na smrtelném loži. Toto opatření bylo později zmírněno. V této situaci také Cyprián napsal traktát O jednotě církve (De unitate ecclesiae). Nejedná se o teologické pojednání, ale spíše o povzbuzení věřícím ohrožovaným schizmatem v situaci, kdy Felicissimova strana v Kartágu zvolila biskupem Fortunata, římští novaciáni pak zvolili za kartaginského biskupa Maxima. Proto se Cyprián obrací proti těm, kdo „zavádějí učení, které je založené na lidském uspořádání“:
Kristova nevěsta nemůže cizoložit: je neporušená a čistá. Zná jeden dům a v nevinném studu si chrání posvátnost jediného lože. Ona nás opatruje pro Boha, ona synům, jež porodila, uděluje království. Kdokoli se od církve odděluje, spojuje se s cizoložnicí a vylučuje se z církevních zaslíbení. Kdo opouští Kristovu církev, nedojde ke Kristovým odměnám. Je cizincem, bezbožníkem, nepřítelem. Kdo už nemá církev za matku, nemůže mít Boha jako otce. Což se někdo mohl zachránit, když byl mimo Noemovu archu? A zachrání se, když bude mimo církev? […] Pán říká: Já a Otec jedno jsme. A znovu se píše o Otci, Synu i Duchu svatém: Ti tři jsou zajedno. A někdo věří, že tato jednota, kterou pevně ustanovil Bůh a která závisí na nebeských svátostech, může být v církvi rozdělena nebo roztrhnuta svévolným rozkolem? Kdo tuto jednotu neudržuje, nedodržuje ani Boží zákon, nemá víru v Otce a Syna a ztrácí život i spásu.
Jednota církve zůstává pro Cypriána nepochybně silným tématem po celou dobu jeho působení.

### Epidemie moru
Nedlouho poté vypukla v Africe epidemie moru, která vyvolala mezi obyvatelstvem paniku a trvala od roku 252 do roku 254. Bylo běžné, že lidé opouštěli nemocné nebo po ulicích pohazovali mrtvé a umírající. Cyprián vybízel křesťany k lásce, organizoval pomoc a sám dával hrdinský příklad. Výrazem tohoto období je pojednání O smrtelnosti (De mortalitate), v němž chtěl povzbudit věřící a odpovědět na otázku, zda se křesťan má bát smrti:
K čemu to, milovaní bratři, vlastně je? Jak je příhodné, jak nutné, aby tato epidemie a mor, které jsou strašné a smrtící, vyzkoušely spravedlnost jednotlivců a prověřily smýšlení lidského rodu. Zda totiž zdraví skutečně slouží nemocným, jestli příbuzní milují soucitně své blízké, jestli páni mají soucit se zesláblými otroky, jestli lékaři neopouštějí nemocné, kteří je prosí o pomoc, jestli násilníci krotí svůj hněv, jestli draví dokáží uhasit vždy nenasytný žár své lakoty alespoň ze strachu ze smrti, jestli pyšní skloní hlavu, jestli se zbabělí naučí odvaze, jestli, když bohatým umírají jejich blízcí, rozdají alespoň něco, když vidí, že umřou bez dědice. Kdyby tato smrtící rána nepřispěla k ničemu jinému, je velmi užitečná pro nás, křesťany a služebníky Boží k tomu, abychom rádi začali toužit po mučednictví, když se učíme nebát se smrti. Je to pro nás výcvik, nikoliv zkáza, neboť nabízí korunu statečnosti duši, protože pohrdá smrtí a je připravena zvítězit.
V situaci ohrožení způsobené morovou epidemií se pochopitelně znovu objevilo i obvyklé obvinění křesťanů z toho, že neuctívají bohy, a jsou tak zodpovědni za neštěstí, k němuž došlo. Hlasem, který během zmíněné epidemie toto obvinění znovu uvedl na světlo, byl jistý Demetrianus, který v Kartágu vystupoval proti křesťanů. Proti němu sepsal Cyprián apologii křesťanů Ad Demetrianum:
Ty, [Demetriáne], který neznáš boží nauku a pravda je ti cizí, musíš především vědět, že svět již zestárl a nevládne již takovou statností a silou jako dříve. […] Sám svět dosvědčuje svůj úpadek pomíjivostí všech věcí.
Argumentace, že svět již zestárl byla obvyklým topem antické literatury, která předpokládala zlatý věk v počátku lidstva, který postupně upadá. Cyprián vychází právě z této představy a přičítá neutěšený stav světa právě jeho „stáří“, o němž vědí i pohané:
Častěji a častěji zuří války, nouze a hlad vyvolávají nejistoty, řádění nemocí podlamuje zdraví, lidstvo pustoší ničivé epidemie. Měl bys vědět, že to všechno bylo předpovězeno, totiž že v posledních dnech se zlo rozmnoží a rozhojní se různá protivenství. Nablízku je již soudný den, vrůstá boží hněv, a ten bičuje lidské pokolení.

### Pronásledování Tribuniana Galla
Císař Trebonianus Gallus předepsal na konci morové epidemie opět oběti a modlitby k bohům, což způsobilo velmi krátké, ale současně velmi kruté pronásledování, které se projevilo více v Římě než v Kartágu. Cyprián přitom povzbuzoval věřící, ty, kteří se rozhodli před pronásledováním utéci, i ty, kteří zůstávali ve městech kvůli mučednictví:
A nyní přichází velká změna, na níž musí být Kristovi vojáci připraveni s velkou odvahou. Musejí myslet na to, že kalich krve Páně se za ně prolévá každý den, aby jej mohli pít, aby byli schopni i oni prolít svou krev za něj. To znamená chtít být s Kristem a chtít napodobovat to, co učil a konal. … Neměl by nás děsit strach z vyhnanství, ani samota tam, kde se každý z nás na svém útěku schová. Nezůstává sám, ten kdo má na útěku za svého společníka Krista  není sám ten, kdo uchovává Boží chrám na jakémkoli místě se nachází: nezůstává bez Boha. … Sláva mučednictví není menší u toho, koho odsoudí autorita uprostřed velkého shromáždění, když důvod jeho smrti je spojen s Kristem.
Pronásledování v Římě zasáhlo papeže Kornélia, který byl poslán do vyhnanství, kde zemřel v létě 253. Cyprián mu do vyhnanství napsal list, v němž i jeho povzbuzuje k mučednictví:
Nejmilejší bratře, poznali jsme slavné svědectví vaší víry a vaší ctnosti a krásné vyznání, které nám dalo velikou radost, že se smíme účastnit vašich zásluh a vaší radosti. … Stále na vás ve svornosti a vzájemné lásce vzpomínáme. Musíme se stále za vás modlit a vy konejte právě tak. Vzájemnou láskou ulehčujeme obtíže okamžiků pronásledování. Dá-li Pán někomu z nás milost, že zemře rychle a předejde ostatní, naše přátelství s ním ať pokračuje u Pána a naše modlitba za bratry a naše sestry ať neustává svolávat Otcovo milosrdenství.

### Spor se Štěpánem o platnost křtu heretiků
Další spor propukl roku 255, kdy se proti Cypriánovi postavil římský biskup Štěpán. Řešilo se, zda ti, kdo přijali křest od heretiků, mají být pokřtěni znovu. Štěpán označoval křest za platný, pokud byl udělen podle zvyklostí církve, tj. ve jménu Krista nebo Nejsvětější Trojice, a pro vstup do katolické církve bylo zapotřebí pouze vkládání rukou. Cyprianus a afričtí biskupové (ale také např. Firmillianos z Kaisareie) byli naopak přesvědčeni, že nikdo mimo církev nemůže křest udělit a při přijetí do katolické církve je třeba pokřtít znovu. Cypriánova úzká definice církve měla své kořeny v pojetí Tertullianově, podobně smýšleli později i donatisté. Štěpán hájil opačnou pozici mj. s poukazem na primát římské církve a na fakt, že římský biskup je nástupcem Petrovým, na což Cyprián velmi ostře reagoval; nepopíral přitom, že římský biskup sedí na místě Petrově, ale brojí proti způsobu, jakým vykonává svou autoritu: 
Není třeba schovávat se za existující zvyklosti, ale je třeba zvítězit na základě rozumových argumentů. Petr jehož si Pán od začátku vyvolil a na němž zbudoval svou církev, se později ocitl v neshodě s Pavlem ohledně obřízky, a tehdy nebyl arogantní, ani si na nic neoprávněně nehrál, neodvolával se na svůj primát a nenárokoval si, že jej musí poslouchat staří i noví křesťané. Neuzemnil Pavla se záminkou, že pronásledoval církev, ale odvolával se v dobré míře na pravdu a dobré argumenty, které slyšel od Pavla. Dal nám tak lekci z jednoty a trpělivosti a my se tak učíme, abychom se nedrželi jen vlastních názorů, ale abychom si přisvojili ty názory, které se nám ukazují jako dobré a spásné, odpovídající pravdě a spravedlnosti, dobré ideje, které nám mohou nabídnout naši bratři a kolegové.

### Valerianovo pronásledování
Hrozilo, že celá situace vyústí ve schizma, avšak nedlouho poté propuklo Valeriánovo pronásledování, když císař přikázal, aby „biskupové, presbyteři a jáhni byli ihned popraveni“, a oba hlavní protagonisté sporu získali korunu mučednictví – jak Štěpán, tak jeho nástupce Xystus II. V Africe připravoval Cyprianus svou obec na pronásledování spisem De exhortatione martyrii a sám byl posléze zatčen prokonzulem Aspasiem Paternem dne 30. srpna 257. Odmítl obětovat pohanským bohům a vyznal svou víru v Krista. Konzul jej odsoudil k exilu v pusté Churubis. Odtud se Cyprianus snažil spravovat nadále svěřenou církev. Po roce vyhnanství byl držen v domácím vězení ve své ville. 13. srpna 258 byl uvězněn na příkaz nového prokonzula Galeria Maxima. Následujícího dne byl naposledy vyslýchán a odsouzen ke smrti stětím. Na místě jeho smrti byl později zbudován kostel, ale byl zničen při plenění Vandalů roku 430. Mučednická sláva a množství dochovaných spisů pak zajistily nesmírnou popularitu Cypriánovy osobnosti v pozdějším starověku.

## Dílo
- Listy (Epistulae)
- Dopis Donatovi (Ad Donatum)
- Dopis Demetrianovi (Ad Demetrianum)
- O oblečení panen (De habitu virginum)
- O modlitbě Páně (De dominica oratione)
- O smrtelnosti (De mortalitate)
- O skutcích a almužnách (De opere et eleemosynis)
- O dobru trpělivosti (De bono patientiae)
- O žárlivosti a závisti (De zelo et livore)
- O padlých (De lapsis)
- O jednotě církve (De unitate ecclesiae)
- O divadle (De spectaculis)
- Tři knihy svědectví Quirinovi (Ad Quirinum)

### Díla v minulosti připisovaná sv. Cyprianovi (dubia)
- De laude Martyrii
- De rebaptismate
- De aleatoribus
- De montibus Sina et Sion
- De singularitate clericorum
- Epistulae Cornelii papae ad Cyprianum
- Epistula ad Turasium
- Exhortatio de paenitentia
- Sermo de voluntate
- De centesima, sexagesima, tricesima